# ТЕС Ескомбрерас (AES)
ТЕС Ескомбрерас (AES) – теплова електростанція на півдні Іспанії, споруджена консорціумом під головуванням компанії AES у індустріальній зоні Ескомбрерас на південно-східній околиці Картахени.
В 2006-му на майданчику станції ввели в дію три однотипні парогазові блоки комбінованого циклу потужністю по 400 МВт, у кожному з яких газова турбіна потужністю 260 МВт живить через котел-утилізатор одну парову турбіну з показником 140 МВт.
Станція споживає природний газ, який надходить до регіону через термінал ЗПГ Картахена.
Для охолодження використовують воду із Середземного моря, для циркуляції якої майданчик станції сполучили з акваторією тунелями загальною довжиною 1,5 км.
Видача продукції відувається по ЛЕП, що працює під напругою 400 кВ.
Первісно власником станції були компанії AES (71%), Gaz de France (з 2008-го після злиття GDF Suez, 26%) та Mitsubishi (3%). В 2012-му GDF Suez наростила своб частку до 83%.
Можливо також відзначити, що в Ескомбрерас діють ще дві парогазові електростанції, споруджені компаніями Iberdrola та Gas Natural Fenosa.